# Єремеєв Борис Романович
Єреме́єв Бори́с Рома́нович (нар. 23 грудня 1903, Михалкове — 21 березня 1995, Київ) — радянський офіцер, Герой Радянського Союзу, в роки радянсько-німецької війни командир 11-ї гвардійської важкої танкової бригади 5-ї ударної армії 1-го Білоруського фронту, гвардії полковник.

## Біографія
Народився 23 грудня 1903 року у селі Михалкове Балтського повіту Подільської губернії в селянській родині. Українець. Член КПРС з 1928 року. У 1924 році закінчив Уманську профтехшколу в Черкаській області. Працював у сільському господарстві.
У 1925 році призваний до лав Червоної Армії. У 1928 році закінчив школу червоних старшин імені ВУЦВК у Харкові, в 1937 році — Військову академію імені М. В. Фрунзе. У боях радянсько-німецької війни з червня 1941 року. Воював на 1-му Білоруському фронті. Відзначився в Берлінській операції. За період наступальних боїв з 16 по 26 квітня 1945 року бригада під його командуванням здійснила прорив оборони противника на захід від річки Одер, заволоділа 30 населеними пунктами, завдала ворогові великих втрат і вийшла до центру Берліна.
Указом Президії Верховної Ради СРСР від 31 травня 1945 року за зразкове командування танковою бригадою і проявлені при цьому особисту мужність і героїзм гвардії полковнику Борису Романовичу Єремеєву присвоєно звання Героя Радянського Союзу з врученням ордена Леніна і медалі «Золота Зірка» (№ 6715).

Могила Б. Р. Єремеєва

У 1948 році закінчив Вищі академічні курси при Військовій академії Генерального штабу. З жовтня 1957 року генерал-майор Б. Р. Єремеєв — в запасі. Жив у Києві. Помер 21 березня 1995 року. Похований у Києві на Міському кладовищі «Берківцях».

## Нагороди
Нагороджений двома орденами Леніна, чотирма орденами Червоного Прапора, орденом Суворова 2-го ступеня, орденом Вітчизняної війни 1-го ступеня, орденом Червоної Зірки, медалями, іноземними орденами.